# Masdar
Masdar (arabiska:مصدر, maṣdar, ordagrant källan) är en planerad stad i emiratet Abu Dhabi, i Förenade Arabemiraten. Den började byggas i februari 2008 och är ett samarbete mellan WWF och Förenade Arabemiratens regering. Målet är att Masdar skall bli en miljövänlig stad som är fri från koldioxidutsläpp, avfall och bilar. 
- Genom att använda solceller, koncentrerad solenergi och vind samt att återanvända, återvinna, kompostera och bränna avfall.
- Allt bad-, disk- och tvättvatten ska återanvändas.
- Byggprodukter ska ha ett högt innehåll av återvunna material och hållbara material såsom bambu och trä märkt med miljömärkningen Forest Stewardship Council.
- Alla värdefulla växt- och djurarter ska bevaras eller omplaceras.
- Butiker ska klara uppsatta mål för leverans av ekologisk mat och hållbara eller rättvisemärkta produkter.
- Slutligen även rättvisa löner och arbetsförhållanden för alla arbetare enligt internationella standarder för arbetslivet.

Första etappen av staden skall enligt planerna vara färdig år 2015.[uppföljning saknas] Hela staden planeras att vara färdig mellan 2020 och 2025 och ge plats åt 50 000 invånare. Initiativtagare och finansiär till projektet är Abu Dhabis regering. Förhoppningen är att Masdar City ska bli en förebild för hållbar urban utveckling över hela världen och visa att hållbar utveckling är lönsamt ur alla perspektiv.